# Каво Диверзиво (Мантова)
Каво Диверзиво је насеље у Италији у округу Мантова, региону Ломбардија.
Према процени из 2011. у насељу је живело 197 становника. Насеље се налази на надморској висини од 8 м.